# 重庆市清华中学校
29°27′31″N 106°32′7″E / 29.45861°N 106.53528°E
重庆市清华中学校渊源于清华大学，于民国27年（1938年）由中国共产党元老董必武指示在重庆市创建。因筹办者和主要任课教师均系清华大学校友，经国立清华大学校政当局和校友总会同意，学校命名为重庆清华中学，首任校长傅任敢先生亦为国立清华大学校长梅贻琦先生委派。1949年中华人民共和国成立后学校由人民政府接办，更名为“重庆市第九中学”（至今重庆民间有很多人仍然习惯称其为"九中"），1984年恢复“重庆清华中学”校名，周恩来夫人、全国政协主席邓颖超亲笔题写校名。

## 历史沿革
重庆清华中学最早在江北胡家湾，后来才搬到李家沱花溪河畔。

## 现状
1982年学校列为四川省首批重点中学，1999年被确认为重庆直辖后首批市级重点中学，2000年被评为“重庆市最佳文明单位”，2006年被教育部批准为“中外合作办学项目学校”,2007年被国家汉办、重庆市教委批准为“汉语国际推广基地学校”，被国家环保总局、教育部命名为“全国绿色环保学校”。

## 校园建筑
董必武雕像，愚公池，汉群堂，经始亭，芳泽亭，工字堂，困学斋，南北楼，行政楼，博文楼，丽生堂，逸夫体艺馆，引资楼

## 知名教师
李力（物理）
孙兴玲（英语）
江景云（历史）
谭晓刚（英语）

## 历任校长
傅任敢
尹先国
唐克明

## 知名校友
张仁和院士
朱光亚院士
卢佩章院士